# 天然气和电力市场办公室
燃氣及電力市場辦事處（英語：Office of Gas and Electricity Markets）是英國政府負責監管英格蘭、蘇格蘭及威爾斯的電力及燃氣市場的非內閣部門，繼承前電力監管局和燃氣供應局履行的職能。
該部門的管治機構為天然氣暨電力市場管理局（英語：Gas and Electricity Markets Authority），由前者負責執行後者擬定的相關監管及規例措施。

## 權力和職責
天然氣暨電力市場管制局的權力和職責主要由法規規定（例如《1986年燃氣法令》、《1989年電力法令》、《2000年公用事業法令》、《1998年競爭法令》、《2002年企業法令》、《2004年能源法令》、《2008年能源法令》和《2010年能源法令》等）及歐盟立法。天然氣暨電力市場管制局與天然氣有關的職責和職能在《天然氣法》中規定，與電力有關的職責和職能則在《電力法》中規定。
其主要職責是盡可能通過促進競爭來保護消費者的利益。
天然氣暨電力市場管制局的主要目標是保護現有和未來消費者與通過管道輸送的天然氣和通過配電或輸電系統輸送的電力相關之利益。消費者的利益是他們的整體利益，包括減少溫室氣體排放、保障燃氣和電力供應。 自2010年以來，天然氣暨電力市場管制局已對能源供應商徵收近1億英鎊的罰款和補償稅，其中包括2014年5月對意昂集團徵收的1200萬英鎊補償稅以及2014年7月對英國天然氣公司徵收100萬英鎊的補償稅。